# أحمد قذاف الدم
أحمد قذاف الدم القذافي (1952 - )؛ هو منسق العلاقات الليبية المصرية سابقًا وابن عم معمر القذافي. وكان يُصنف قذاف الدم ضمن دائرة كبار المسؤولين الأمنيين في النظام الليبي. وأحد أهم رجال الخيمة، وهو التعبير الذي يقصد به الحلقة الضيقة من المسؤولين الذين يحظون بثقة القذافي. في 25 فبراير 2011، وبعد احتداد الانتفاضة الشعبية، أعلن عن انشقاقه من النظام. وفي 19 مارس 2013 أعلنت السلطات المصرية اعتقاله في الزمالك وذلك بأمر من الانتربول.

## نشأته وحياته
ولد قذاف الدم عام 1952 في مرسى مطروح بمصر لأب ليبي من القذاذفة وأم مصرية. أخواله يقطنون في محافظة البحيرة في مصر، وهم من قبائل أولاد علي وهي قبائل متواجدة تاريخيًا بالمناطق قرب الحدود الليبية المصرية.
كان قذاف الدم يدرس في مدرسة مدنية إلى أن أمر معمر القذافي بتحويله إلى الأكاديمية العسكرية. تخرج من الأكاديمية في بداية السبعينيات وبعدها التحق بسلاح الحرس الجمهوري وتدرج في المراتب العسكرية في فترة وجيزة.
التحق بالفرع المدني لثورة الفاتح عندما كان طالبًا أواخر الستينات ثم كان ضمن أول دفعة ضباط تخرجت بعد الثورة من الكلية الحربية في مصر، تحصل على عدة دورات ودرس في تركيا وباكستان ويوغسلافيا وبريطانيا في تخصصات مختلفة في العلوم العسكرية والسياسية وعلوم الطيران، وصل إلى رتبة عقيد في القوات المسلحة، كان ضمن القوات الليبية في حرب 1973. كما كان أحد المتطوعين عند الاجتياح الصهيوني للبنان في مطلع الثمانينيات كما شارك في معارك حرب تحرير إفريقيا.
ثم انتقل إلى العمل السياسي وكان سفيرًا في أكثر من بلد أهمها السعودية ومصر وعمل مبعوثًا خاصًا لكافة دول العالم وشارك في معظم القمم العربية والإفريقية والمؤتمرات الدولية، ساهم في حل مشاكل وكلف بمهام وساطة في أكثر من بلد وخاصة في إفريقيا، له الفضل في عودة العلاقات مع مصر والسعودية والمغرب وكذلك في حلحلة كثير من الملفات العالقة مع الدول الأوربية وكان يلقب برجل المهمات الصعبة.

## أعماله
بعد تخرجه كلف بملف المعارضة الليبية في الخارج هو ومدير المخابرات اللواء على كوسه. واتهم بالمشاركة في الضلوع ببعض العمليات لتصفية معارضين ليبيين في الخارج وتحديدًا في أوروبا. ومن مهامه الأخرى التي كلفها به معمر القذافي هي تعيينه حاكمًا عسكريًا لمنطقة طبرق عام 1984 وأمينًا للمكتب الشعبي في السعودية عام 1985.
له علاقات واسعة مع كثير من رؤساء دول العالم والقيادات السياسية والنقابية والإعلامية والثقافية وتحصل على العديد من الأوسمة والشهادات وله علاقات وثيقة مع زعماء المعارضة الليبية.

## انشقاقه عن معمر القذافي
أثناء اندلاع ثورة 17 فبراير في ليبيا 2011، قيل بأن قذاف الدم حاول أن يقنع قبائل بدوية لها جذور ليبية وتحديدًا قبائل أولاد علي العمل كمرتزقة لمهاجمة قبائل الشرق وبني غازي مقابل حافز مادي. وقد انكر قذاف الدم هذه التهم وقال بأنها نوع من الدس الرخيص لبث الفرقة والفتنة. وقد طالب معارضون مصريين الجيش المصري باعتقال قذاف الدم بتهمة قتل الشعب الليبي وخرج مئات المتظاهرين منددين به في مرسى مطروح. وأُعلن في 24 فبراير 2011، عن انشقاقه ولجوءه إلى مصر احتجاجًا على حملة القذافي ضد المتظاهرين.

## القبض عليه
ألقت قوات الأمن المصرية القبض على قذاف الدم في 19 مارس 2013، بأمر من الانتربول. وقعت اشتباكات بين القوات والحرس الخاص به، أسفرت عن إصابة ضابط و2 من حراسه.

## براءته
قضت محكمة جنايات القاهرة برئاسة المستشار مصطفي حسن عبد الله ببراءة أحمد قذاف الدم من تهم الشروع في القتل ومقاومة السلطات وحيازة أسلحة نارية وذخائر دون ترخيص.